# Clivio
Clivio är en ort och kommun i provinsen Varese i regionen Lombardiet i Italien. Kommunen hade 1 914 invånare (2018).